# Centrolene durrellorum
Centrolene durrellorum är en groddjursart som beskrevs av Diego F. Cisneros-Heredia 2007. Centrolene durrellorum ingår i släktet Centrolene och familjen glasgrodor. IUCN kategoriserar arten globalt som sårbar. Inga underarter finns listade i Catalogue of Life.